# إنكاونتر!
إنكاونتر! (بالإنجليزية: Encounter!)‏، هي لعبة فيديو بريطانية من نوع إطلاق النيران الكثيفة، وهو من تطوير المبرمج بول ووكس، ونشرها كل من نوفاجين سوفتوير وسينابس سوفتوير وأتلانتيس سوفتوير، صدرت في الأسواق سنة 1983، وتعمل على منصات حواسيب أتاري 8-بت وأميغا وكومودور 64 وأتاري إس تي.